# Гонсалес, Рикардо Примитиво
Рикардо Примитиво Гонсалес (исп. Ricardo Primitivo González; род. 12 мая 1925, Буэнос-Айрес) — аргентинский баскетболист. Чемпион мира 1950 года, двукратный серебряный призёр Панамериканских игр. Член Зала славы ФИБА (2009).

## Биография
Рикардо Гонсалес родился в 1925 году в Буэнос-Айресе в семье выходцев из Астурии. Он начал играть в баскетбол в десятилетнем возрасте в местном клубе «Аньяско» (квартал Патерналь), с которым участвовал в циклах детских соревнований, известных как Juegos Evita. Позже мальчик начал появляться в детско-юношеских составах клуба «Спортиво Буэнос-Айрес», а в 16 лет выступал со вторым составом Гимнастического и фехтовального клуба Велес-Сарсфилд, выиграв чемпионат Буэнос-Айреса во втором дивизионе. В дальнейшем он был приглашён в основной состав клуба «Дефенсорес де Сантос Лугарес», бывшего одним из лидеров первого дивизиона. Уже в 17-летнем возрасте, в 1942 году, Рикардо впервые попал в состав сборной Аргентины.
В 1947 году Гонсалес выиграл чемпионат Аргентины по баскетболу, в это время разыгрывавшийся между сборными провинций, с командой Федерального столичного округа. В том же году он принял участие в первом в своей карьере чемпионате Южной Америки. Чемпионат Буэнос-Айреса в этом году не игрался, что облегчило переход Гонсалеса из «Сантос-Лугарес» в «Клуб Атлетико Палермо».
В 1948 году аргентинская сборная, в составе которой играл Гонсалес, приняла участие в баскетбольном турнире Олимпийских игр в Лондоне. Гонсалес попал в Лондон в последний момент, так как банк, где он работал, отказывался давать ему отпуск, и в итоге ему пришлось уволиться с работы. Хотя аргентинцы заняли лишь 15-е место, Гонсалес и Оскар Фурлонг вызвали ажиотаж своей игрой в матче группового этапа против американцев, который южноамериканская команда проиграла только на два очка — 57:59. После Олимпиады президент «Атлетико Палермо» предложил молодому баскетболисту работу в своей компании по продаже недвижимости, где тот много лет работал на полставки.
После очередного чемпионата Южной Америки в 1949 году аргентинская команда начала подготовку к первому чемпионату мира, запланированному на 1950 год в Буэнос-Айресе. Гонсалес был выбран в сборную в числе 15 игроков, отобранных тренером Хорхе Канавеси из 80 или 90 кандидатов (в прошлом Конфедерация баскетбола Аргентины формировала сборную на основе заранее утверждённого представительства только из команд, занявших призовые места в национальном первенстве), а затем общее собрание игроков избрало Гонсалеса капитаном. Команда прошла долгий и интенсивный тренировочный цикл и завоевала звание чемпионов мира, набирая больше 70 % попаданий с игры и 82 % со штрафной линии. Гонсалес стал вторым бомбардиром сборной после Фурлонга, набирая в среднем по 10,7 очка за игру.
В 1951 и 1955 годах Гонсалес со сборной Аргентины дважды завоёвывал серебряные медали Панамериканских игр — сначала дома, в Буэнос-Айресе, а затем в Мехико, в промежутке заняв четвёртое место в баскетбольном турнире Олимпиады в Хельсинки. В начале 1956 года Гонсалес, которому в тот момент был 31 год, был одним из четырёх чемпионов мира 1950 года, всё ещё выступавших за сборную и готовившихся с ней к Олимпийским играм в Мельбурне). Однако военная диктатура, находившаяся у власти в Аргентине после переворота 1955 года, дисквалифицировала ряд ведущих спортсменов, включая Гонсалеса, пожизненно, обвинив их в профессионализме и связях с режимом Хуана Перона. Дисквалификация была снята только через 11 лет, когда никто из состава 1950 года уже не мог соперничать с молодыми баскетболистами.
В 2009 году имя Рикардо Гонсалеса было включено в списки Зала славы ФИБА. В этот же год в Зал славы был «за вклад в развитие баскетбола» посмертно избран бывший руководитель Конфедерации баскетбола Аргентины Луис Мартин, принявший деятельное участие в гонениях на «профессионалов» поколения Гонсалеса. Бывший капитан сборной, которому уже исполнилось 84 года, планировал в своей речи на церемонии избрания упомянуть об этом, но в последний момент отказался от этой идеи.